# LOL

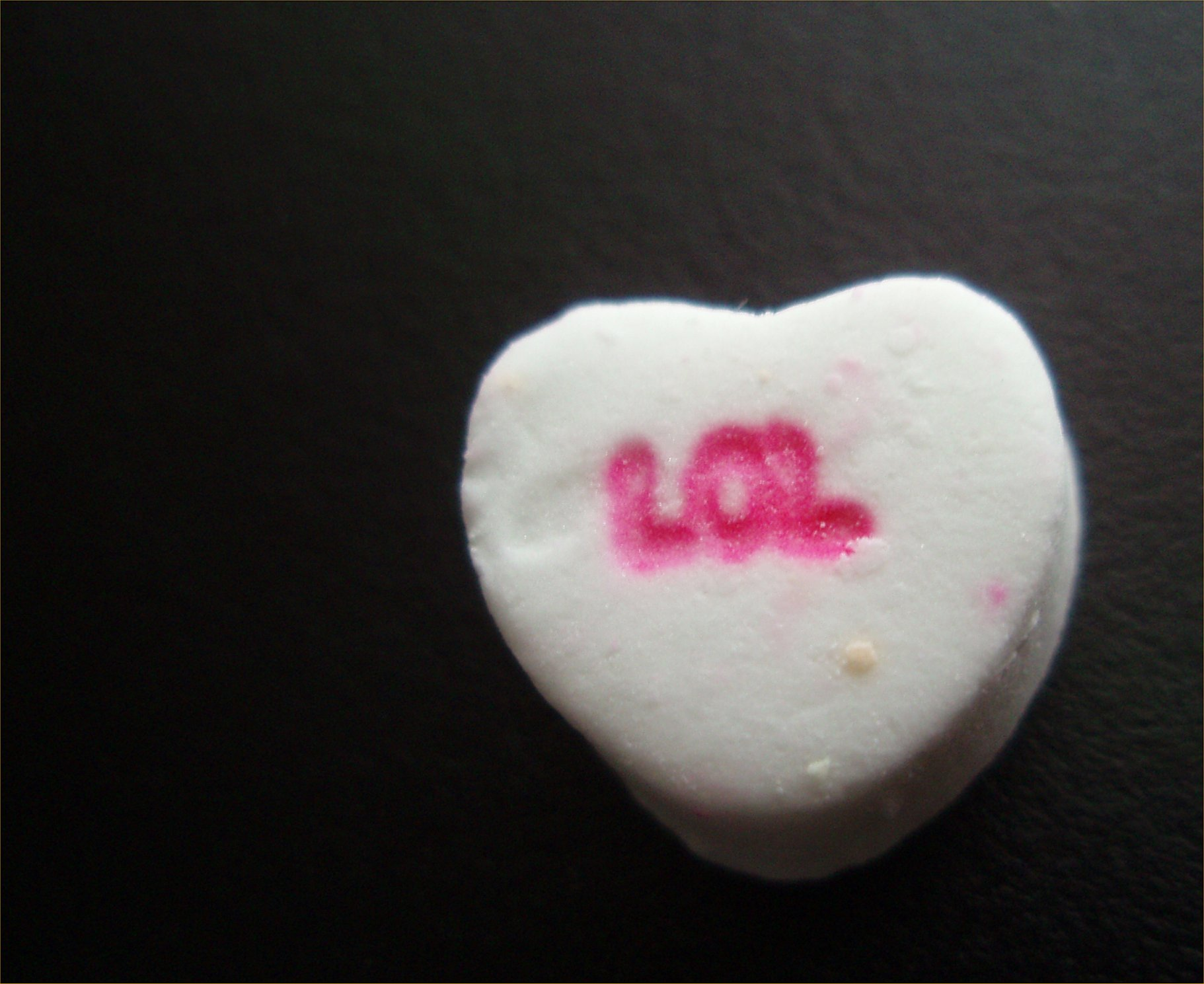
印有LOL字樣的糖果

LOL（也寫作lol）是常見的網路語言用語，在溝通工具中廣泛使用。「LOL」是首字母縮略字，指Laugh Out Loud,Laugh Over Loud,或Laugh Out Loudly，意即大聲地笑。「LOL」是眾多以文字代表笑的縮略語之一。另外，LOL也有其他與笑無關的含意，但較為少用，如「lots of luck」（滿滿的幸運）或「lots of love」（滿滿的愛）。
這些縮略字與日俱增，並與表情符號一起被網友收集，在Usenet、IRC和其他電腦輔助溝通工具的用戶間流傳。不過，使用這些縮略字引起爭議，部分人贊同使用，也有人認為應避免在特定場合如商業溝通中使用。

## 變化形
雖然LOL是英語縮略字，但英語並非母語的人也直接使用，更以其他文字拼寫，如希伯來字母：לול、西里爾字母：лол、亚美尼亚字母：լոլ。

### 其他地方的使用
大部分的變化形是小寫字母。
- lal或lawl：可視作標示LOL發音的變化形，或者德語的變化形。
- 草、www、笑：日文版的lol，笑的日語讀音是wara，他們會省略後面的ara，只取其首字母w，又因多個w組成很像大草原，亦引申成「草」(音kusa)。
- lolz：有時與LOL替換使用。
- lulz：LOL的變形，常用作名詞，如「for the lul」（指「for laughs」）[7][8]，尤其指幸災樂禍的笑，常見於地下駭客網站的匿名留言。
- mdr：對於法語使用者，相當於LOL，由「mort de rire」而來，意即「笑死」。
- חחחחח：希伯來語版本的LOL，字母ח發音為kh，串起來就成「khkhkhkhkh」，儼如嗤嗤地笑。
- ㅋㅋㅋㅋㅋ：韓語版本的LOL，ㅋ發音為k，串起來就成「kkkkk」，亦如嗤嗤地笑。
- 555：泰語版本，因為泰語中「5」的發音如「ha」，笑聲般。
- asg：瑞典語版本，「Asgarv」的縮略，意即大笑。
- XD：網路語言，表示「張嘴大笑」的臉部表情。
- ㄎㄎ：注音文網路語言，音同「科科」，表示無言的笑。
- ㄏㄏ：注音文網路語言，音同「呵呵」，表示冷冷的笑。
- 233：以中国大陆常见，来源于猫扑社区233号表情“锤地大笑”。
- xswl：中国大陆常用，为“笑死我了”拼音首字母缩写
- ROFL：代表「roll(ing) on the floor laughing my ass off」，即笑到在地上翻滾。
- siu4：香港用語，解作笑死，取自笑的粵語拼音或羅馬拼音siu，及死的粵語諧音4。
- Ooooooo：香港用語，解作打笑
- pp：打笑或笑死
- D：笑（全世界廣用）[9](Roblox十分流行）
- C：笑死

⋯⋯

### 其他語言
荷蘭語中，lol真有其字，巧合地意指「好玩的」。

### 其他
- LOL也是遊戲英雄聯盟的簡寫。
- 近義詞: LMAO (Lmao) 意思: Laughing My Ass Off